# 상주 낙상동 폐탑
상주 낙상동 폐탑(尙州 洛上洞 廢塔)은 대한민국 경상북도 상주시 낙상동에 있는, 무너져 흩어진 석탑의 일부분들이다. 1985년 8월 5일 경상북도의 문화재자료 제127호로 지정되었다.

## 개요
무너져 흩어진 석탑의 일부분들로, 1982년 4월 19일 지금은 과수원으로 변한 ‘절골’이라는 마을의 옛 절터에서 발견되었다.
남아있는 부재는 대부분 지붕돌인데, 낙수면이 일부분 잘려 나갔다. 탑신(塔身)의 몸돌은 따로 만든 것도 보이나, 지붕돌과 몸돌을 한돌로 만든 경우도 보인다.
1988년 처음 조사하여 탑의 부재들을 한 자리에 모아 놓았는데 부재들의 상태로 보아 3층 석탑이었을 것으로 보인다.

## 참고 문헌
- 상주낙상동폐탑 - 국가유산청 국가유산포털